# 莫三比克國家奧林匹克委員會
莫桑比克國家奧林匹克委員會（Mozambique National Olympic Committee）是莫桑比克的國家奧林匹克委員會。該組織成立於1979年，是國際奧委會和非洲國家奧林匹克委員會聯合會的成員。1980年，首次派員參加在蘇聯莫斯科舉辦的夏季奧運會。
現時，莫桑比克國家奧林匹克委員會的總部設在首都馬普托，主席是Mr Marcelino Macome。

## 資料來源
1. ↑  .   [2014-04-25]. （原始内容存档于2008-12-08）.